# La contaminación en el condado de Door, Wisconsin

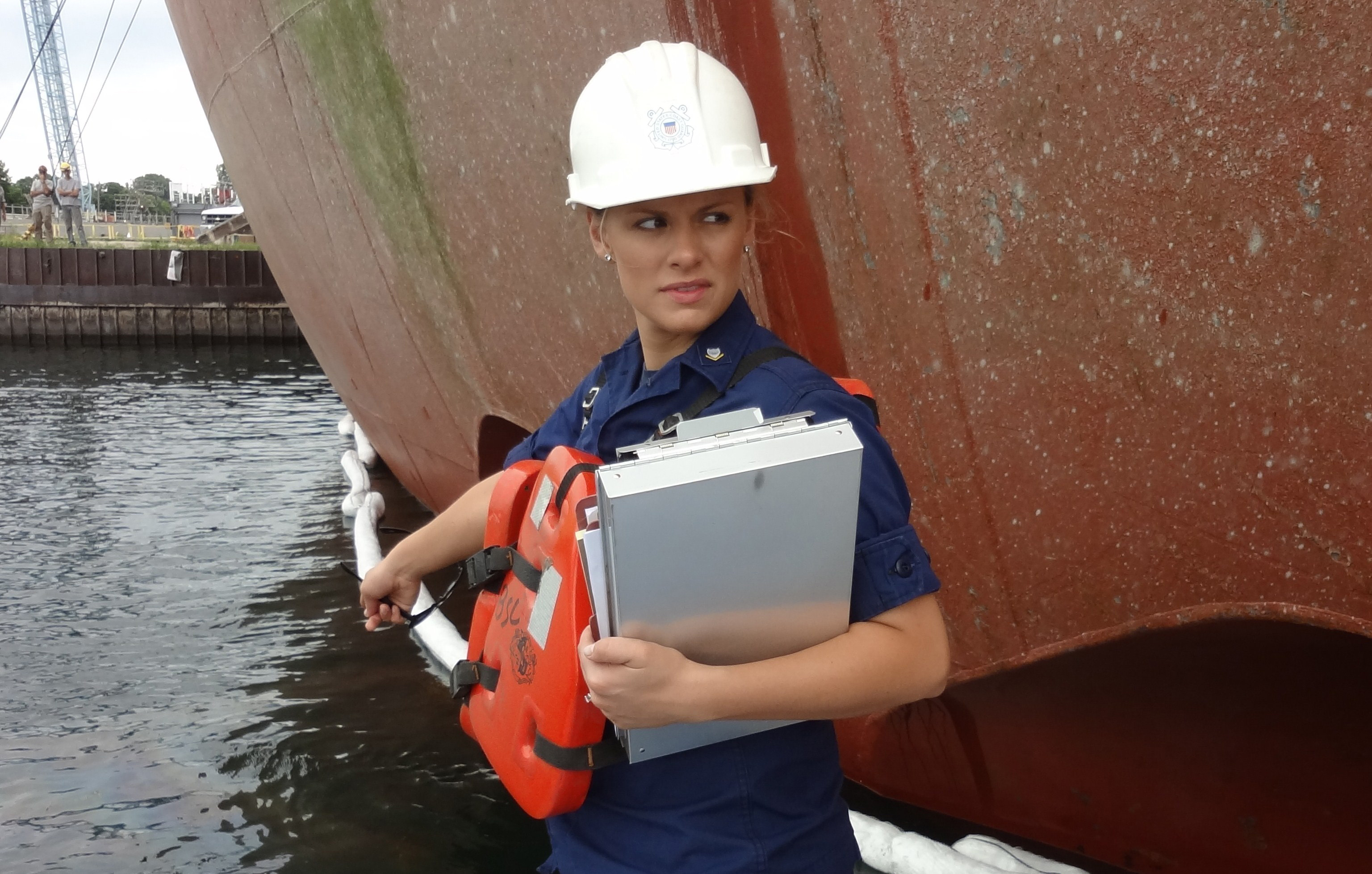
Una técnica de seguridad marina responde a un brillo de aceite reportado en el canal de navegación, 30 de julio de 2013. De los 193 derrames de materiales peligrosos en las vías fluviales del condado entre 1971 y 2015, el 84 % de ellos ocurrió en el área de Sturgeon Bay. La mayoría de los derrames en el área de Sturgeon Bay ocurrieron en empresas de construcción y reparación de barcos. Las mareas negras también pueden provenir del paso de cargueros o de fuentes inciertas.

La contaminación en el condado de Door, Wisconsin se relaciona con el grado de contaminación en el aire, el agua y la tierra en el condado de Door, Wisconsin . La contaminación se define como la adición de cualquier sustancia (sólida, líquida o gaseosa) o cualquier forma de energía (como calor, sonido o radiactividad) al medio ambiente a un ritmo más rápido de lo que puede ser dispersada, diluida, descompuesta, reciclada o almacenada de alguna forma inofensiva.

## La contaminación del aire

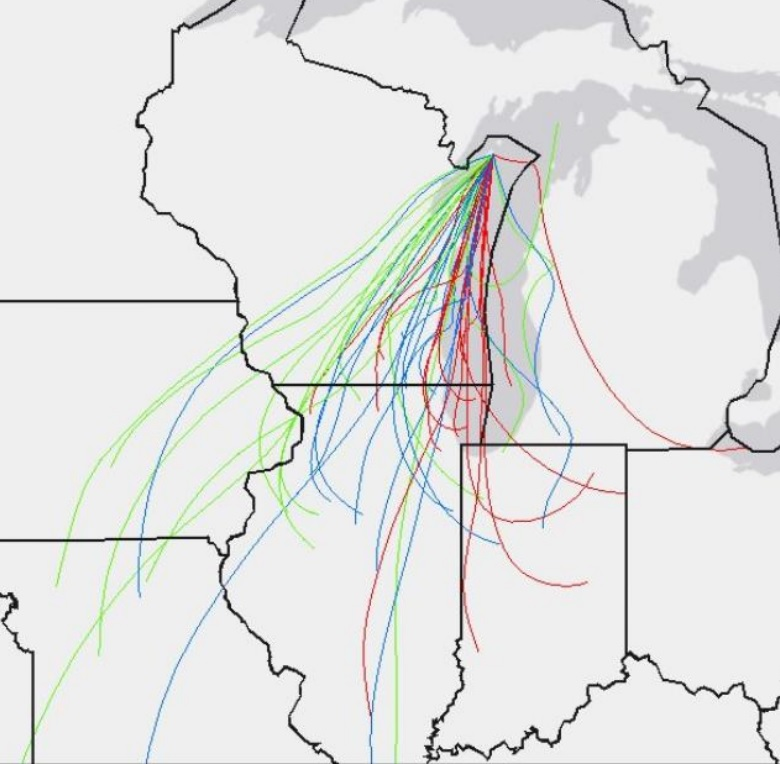
Mapa HYSPLIT 2016

La mayor parte de la contaminación del aire que llega al monitor en Newport State Park proviene de fuera del condado. Este mapa muestra cómo viaja el aire hasta el monitor de contaminación en Newport State Park. Debido a que el monitor está cerca de la costa, sólo las líneas rojas (que muestran las corrientes de aire más bajas) representan de manera significativa la ruta del ozono hacia el monitor. Como se muestra en el mapa, estas corrientes inferiores transportan aire contaminado de las principales áreas urbanas. Pero más hacia el interior, el aire de las alturas se mezcla más, por lo que todas las líneas de color son importantes al rastrear el camino de la contaminación del aire hacia el interior. Éstas corrientes más altas (que se muestran en verde y azul) soplan desde áreas más limpias, en su mayoría rurales.
En 1999, el condado de Door tuvo el doble de días con niveles altos de ozono que Milwaukee debido a las corrientes. La estabilidad del aire sobre la costa del lago Míchigan junto con las brisas del lago pueden incrementar la concentración de ozono a lo largo de la costa.
Las concentraciones de óxido nitroso medidas por avión sobre las aguas del condado no son significativamente diferentes de las registradas cerca del área de Chicago.
En 1972, se estimó la contaminación del aire para una nueva vía de circunvalación y un puente para las autopistas WIS 42 y WIS 57. En el estimado se asumió que para 1994 habría 10,900 vehículos por día viajando a 60 millas por hora, lo que generaría 0.68 μg/m 3 de hidrocarburos, 0.00505 ppm de monóxido de carbono, 0.0011 ppm NOx, 0,00076 ppm de óxidos de azufre y 2,06 μg/m 3 de partículas medidos desde un área de 60 metros (195 pies) a favor del viento de la nueva autopista y puente en un día con viento ligero. Éstas emisiones proyectadas se encontraron dentro de los estándares federales existentes sobre la calidad del aire. En 2020, un contador de tráfico cerca del puente Bay View registró un promedio de 12,500 vehículos diarios. Los modelos de contaminación predicen la presencia de contaminación del aire generada localmente asociada con el tráfico en la ciudad de Sturgeon Bay.
En 2002, un monitor de contaminación del aire en el condado informó un nivel promedio de partículas de 7,5 μg/m 3, menor que el reportado para los condados de Brown y Manitowoc, pero mayor que el del condado de Vilas.
Los árboles que crecen en áreas urbanas eliminan la contaminación del aire . En 2001, el Servicio Forestal de los Estados Unidos compiló la cobertura de copas de árboles en áreas desarrolladas para 3.109 condados. El condado de Door ocupó el puesto 22 entre los más altos del estado y el 1,062 entre los más altos a nivel nacional en cuanto a cobertura arbórea en áreas desarrolladas. El 15,1% de las áreas desarrolladas del condado estaban cubiertas por las copas de árboles y el condado recibió una evaluación de la Ley de Planificación de Recursos de "justa" para su bosque urbano.
En 2022, la Agencia de Protección Ambiental decidió que la parte norte del condado cumplió con su estándar de ozono.

## Pozos, suelos y aguas superficiales

### Siglo 19
Las enfermedades transmitidas por el agua fueron históricamente significativas en el condado. La migración belga al condado cesó en gran medida luego de que la noticia de la epidemia de cólera de 1856 en el condado de Door llegara a Europa. De 1859 a 1880, más del diez por ciento de todas las muertes registradas en el condado fueron causadas por disentería o diarrea. La muerte por disentería o diarrea era más común en el verano debido a la contaminación del agua y los alimentos.

### Fondo de manantiales y acuíferos

#### Acuíferos
El condado de Door tiene tres tipos de acuíferos. El más nuevo se encuentra en una capa relativamente poco profunda de arena y grava, pero tiende a no proporcionar suficiente agua, excepto en la parte sureste del condado. Más abajo hay capas de lecho rocoso de dolomita que se recargan con el agua que se filtra desde la capa de arena y grava. Más allá de la dolomita hay una capa de esquisto que típicamente no contiene agua, aunque potencialmente es una fuente de petróleo. Más allá del esquisto hay una capa de arenisca que también alberga un acuífero de lecho rocoso. Solo unos pocos pozos aprovechan este acuífero más profundo y antiguo. Debido a la inclinación de las capas y la erosión, hay áreas del condado a las que les faltan ciertas capas. Un estudio de tres pozos de la ciudad que sirven a Sturgeon Bay encontró que el agua de la superficie caía entre 13 y 115 pies por día desde la superficie hasta el acuífero de dolomita. Cuando la nieve se derritió en la primavera, el agua que salía de un pozo cambió 9 días después para reflejar el carácter del nuevo agua de deshielo .

#### Muelles
El agua subterránea burbujea desde el acuífero poco profundo a través del lecho rocoso fracturado, formando manantiales de fractura. También puede filtrarse más lentamente a través del suelo, formando manantiales de filtración . Se tomaron medidas detalladas de una fractura y tres manantiales de filtración durante un estudio de 2014-2017. Aunque el manantial de fractura tuvo grandes variaciones en la producción, todavía tenía una tasa de flujo mayor que los otros 409 manantiales estudiados. Tenía una de las medidas de conductancia específica más altas (995 µS/cm ) entre los manantiales estudiados, debido a los minerales disueltos en el agua. Un estudio de pozos, manantiales y aguas superficiales en seis humedales del condado tomó muestras desde septiembre de 2017 hasta junio de 2018. Se encontraron enterococos en todas las aguas superficiales y en seis de los ocho manantiales, pero no en ninguno de los dos pozos. Un estudio anterior que comparó el agua de manantial y el agua de pozo de cinco manantiales y 47 pozos en Sebastopol encontró que el agua de manantial estaba más turbia que el agua de pozo y era más probable que estuviera contaminada por bacterias coliformes . Los nitratos, el cloruro y la conductancia específica no fueron significativamente diferentes entre los manantiales y los pozos.

### Pozos

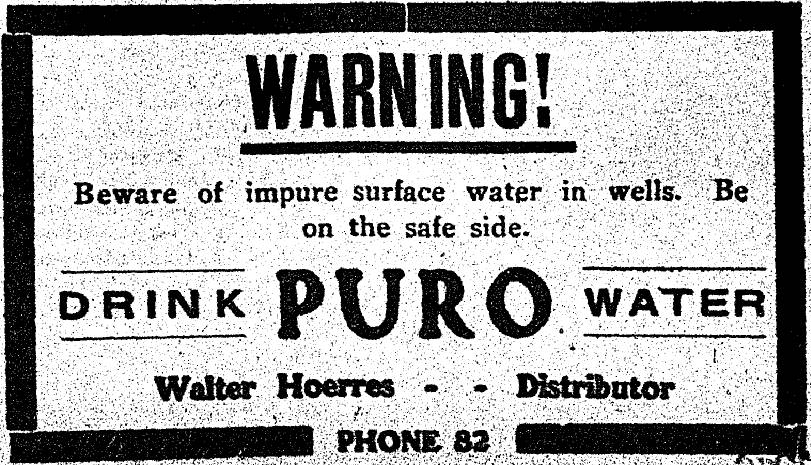
Un anuncio de 1914 de agua embotellada colocado en el Door County Democrat

La combinación de suelos poco profundos y roca madre fracturada hace que la contaminación del agua de pozo sea más probable. En un momento dado, al menos un tercio de los pozos privados pueden contener bacterias, y en situaciones con agua subterránea que fluye rápidamente, los pozos pueden estar limpios un día pero contaminados al día siguiente. Algunos pozos domésticos se ponen cafés cada primavera debido a las aplicaciones de estiércol cercanas. La contaminación bacteriana de los pozos es más probable en el verano debido a la mayor población humana. En los pozos que están contaminados, las concentraciones bacterianas alcanzan su punto máximo durante las siguientes lluvias a fines del verano y principios del otoño.
Casi todos los tipos de suelo en el condado que han recibido una calificación por su idoneidad general para los sistemas sépticos se consideran "muy limitados" en su utilidad para los sistemas sépticos. De 292 combinaciones diferentes de asociaciones y tipos de suelo en el condado, a 124 clasificaciones de suelo se les asigna una calificación "muy limitada", a 4 se les asigna una calificación "algo limitada" y 164 no han sido calificadas. Los cuatro que son "algo limitados" son poco comunes en el condado. Además, ciertos tipos de suelo son especialmente propensos a filtrar contaminantes al agua subterránea. De los 74 tipos diferentes de suelos totales presentes en el condado, se sabe que 44 tipos son más susceptibles a la filtración de contaminantes en las aguas subterráneas que los suelos típicos. De los 44 tipos más susceptibles, 22 son más susceptibles a la lixiviación cuando el nivel freático está a menos de 12 pulgadas de la superficie, 10 son más susceptibles a la lixiviación cuando el suelo está a menos de 20 pulgadas por encima del lecho rocoso y 14 se consideran suelos altamente permeables . Algunos de los 44 tipos de suelo más susceptibles tienen una combinación de estas características.
De 1916 a 1926 hubo seis brotes documentados de fiebre tifoidea en el condado, que se pensó que eran por agua contaminada.
En 1955, el Servicio de Salud Pública de EE. UU. estaba preocupado por la alta incidencia de disentería o "diarrea de verano" entre los turistas y los residentes del condado, tanto de temporada como durante todo el año. Se tomaron muestras semanales durante la temporada turística de 27 pozos pertenecientes a establecimientos de atención al público. El 51,9 % de los pozos dieron positivo para bacterias coliformes al menos una vez durante el estudio, y el 19,8 % de todas las muestras tomadas dieron positivo.
Se instalaron cloradores en ocho hoteles y restaurantes y se realizó otro estudio en 1957, con el 62,1 % de los 27 pozos originales (junto con dos pozos adicionales) dando positivo para bacterias coliformes al menos una vez, con el 12,6 % de todas las muestras tomadas dando positivo para bacterias coliformes. Solo uno de los ocho establecimientos clorados tuvo muestras negativas durante todo el estudio. Se llegó a la conclusión de que la cloración no era efectiva y el antiguo requisito de que los pozos tuvieran 40 pies de revestimiento fue reemplazado por un nuevo requisito de 100 pies de revestimiento para la mayoría de los lugares del condado. Las muestras tomadas en los años inmediatamente posteriores a este estudio indicaron que el revestimiento de pozos más profundos redujo el riesgo de que un pozo diera positivo en la prueba de bacterias coliformes.
Entre 1961 y 1964, se cerraron un total de veinte campamentos de trabajadores migrantes por agua potable insegura. En 1964, a los propietarios de siete campamentos previamente cerrados se les permitió reabrir con la condición de que inmediatamente proporcionaran agua clorada y también firmaran un contrato para nuevos pozos. Los siete no lograron perforar nuevos pozos para la temporada de 1965, que vio un total de 36 campamentos de migrantes cerrados ese año por agua potable insegura u otras razones sanitarias. A quince se les permitió reabrir con la condición de que proporcionaran agua clorada, pero sólo dos de los quince cumplieron con su obligación. Problemas similares en los campos continuaron hasta 1969.
En 1968, 44 personas en la isla de Washington se enfermaron de hepatitis, una enfermedad transmitida por los alimentos y el agua, y una niña murió.
Después de que el Milwaukee Journal publicara un artículo de Insight sobre los problemas del sistema séptico en el condado en 1971, el 28 % de los turistas encuestados en persona y el 57 % de los turistas encuestados por teléfono informaron haber leído el artículo. El 13% de los turistas encuestados por teléfono dijeron que si la contaminación del agua aumentara, dejarían de visitar el condado. Pero el vocero de la Cámara de Comercio y otro dueño del resort dijeron que pensaban que la publicidad era buena publicidad. 14 de los 15 propietarios de resorts encuestados dijeron que su negocio no había disminuido con respecto al año anterior, aunque seis pensaron que el artículo perjudicó al turismo y dos pensaron que sus negocios se habían visto afectados negativamente. Un estudio encontró que aquellos que pensaban que el agua en mal estado era el principal problema del condado tenían menos probabilidades de regresar y que el problema de la calidad del agua estaba perjudicando al turismo. Se llevó a cabo un gran estudio de pozos en el condado en respuesta al artículo de Insight . Se encontró que el 15,8 % de todos los pozos dieron positivo para bacterias coliformes, pero para los pozos con 100 pies o más de revestimiento, solo el 10,1 % dieron positivo. Después de esto, se requirió que los pozos nuevos en la mayor parte del condado tuvieran 170 pies de revestimiento o más.
El lecho rocoso de dolomita poroso y fracturado fue implicado como un factor en una epidemia de junio de 2007 cuando 239 clientes y 18 empleados del recién inaugurado restaurante Log Den se enfermaron por un norovirus . Seis fueron hospitalizados. Se descubrió que el virus viajó desde un campo séptico 188 m (617 ft) al pozo del restaurante, contaminando su agua. De septiembre a diciembre de 2007 se realizó un estudio en el que se colocaron tintes en el sistema séptico . Los tintes viajaron a través del agua subterránea a una velocidad de aproximadamente 2 millas por año, y los investigadores concluyeron que los contaminantes virales podrían viajar "muchas millas durante su vida". Para pozos públicos transitorios no comunitarios, como el que abastece al restaurante, el estado solo regula los contaminantes dentro de un radio de 200 pies, a menos que se hayan realizado previamente estudios de flujo. La investigación de modelos que respalda esta decisión predijo que es poco probable que los patógenos viajen más de 155 pies por año.
En septiembre de 2014, 16 personas se sintieron enfermas por beber agua de pozo después de que el estiércol lavado con agua de lluvia cayera por un sumidero en Jacksonport .
Se cree que los alquileres a corto plazo contaminan las aguas subterráneas cada vez que más personas se quedan en una casa o cabaña de las que el sistema séptico fue diseñado para manejar.

### Suelos y aguas subterráneas
-Un anuncio de 1919 promocionando el "poder de asesinato máximo" de un arsenado particular de pesticida principal. También en 1919 se encontró que los residuos de arsénico permanecían en productos después del lavado. El pesticida comenzó a ser reemplazado al menos parcialmente por DDT a partir de 1946 y luego fue prohibido para su uso en cultivos alimenticios en 1988.
-Un anuncio para pulverizadores situados en el defensor del condado de la puerta, 1904
El Departamento de Recursos Naturales de Wisconsin informa 137 sitios de tanques de almacenamiento subterráneos con fugas, 385 ubicaciones de derrames y otras 104 áreas que involucran contaminación, como suelos y aguas subterráneas, incluidos 24 casos que contaminaron una o más propiedades vecinas y 82 casos abiertos como huertos de cerezos. Quedaron con suelos contaminados con arsénico y plomo por el uso de pesticidas durante la década de 1960 y antes. Además, dos propietarios cooperaron voluntariamente con el DNR, limitando su responsabilidad futura.
A partir de 1986, se ubicaron 38 sitios de mezcla de pesticidas. Se analizaron 308 pozos cercanos para detectar plomo, que se encontró en el 32% de ellos. Ocho pozos excedieron el estándar federal de agua potable en ese momento de 50 partes por billón. También se detectó contaminación por plomo y cobre, que se correspondía con la mezcla de arseniato de plomo y sulfato de cobre(II) utilizada en los aerosoles. La contaminación se concentró en tres zonas en el lado de Green Bay de la península en las ciudades de Sebastopol, Egg Harbor y Liberty Grove, aunque no todos los pozos en estas áreas estaban contaminados, y también se encontró contaminación fuera de las tres zonas. La distribución de los pozos contaminados se vio afectada por los suelos delgados y la ubicación de las fracturas en el lecho rocoso. A veces, un pozo cerca de un sitio de mezcla de pesticidas no estaba contaminado, mientras que un testamento más distante estaba contaminado. Esto se explica por los pozos que extraen agua de diferentes acuíferos. Este patrón de distribución desigual complicó los esfuerzos para determinar las fuentes de contaminación y el alcance del problema. El grado de contaminación por plomo detectado en un pozo varía con el tiempo, con cierta relación con las precipitaciones recientes.
En el apogeo de la producción de frutas en las décadas de 1940 y 1950, había alrededor de 12,000 acres de huertos, aproximadamente el 3.9% de las 482 millas cuadradas de tierra en el condado. Las minas, los vertederos anteriores y los antiguos sitios de huertos se consideran tierras deterioradas y se marcan especialmente en un mapa electrónico del condado. Un mapa electrónico diferente muestra las ubicaciones de los pozos privados contaminados con plomo, arsénico, cobre y otros contaminantes hasta el nivel de sección . Un estudio de 2020 que tomó muestras de 237 pozos privados encontró uno con una concentración más alta que el estándar federal. Ciertas áreas parecían tener concentraciones más altas de arsénico que otras.

### Arroyos y río Ahnapee
Un estudio de 2017 que analizó los impactos de la contaminación por nutrientes en los microbios utilizó análisis de ADN para detectar patógenos humanos en May Creek, Keyes Creek y Sugar Creek durante los meses de mayo, septiembre y octubre. Aeromonas sobria se detectó en mayo, septiembre y octubre, mientras que Pseudomonas alcaligenes solo se detectó en septiembre. Ambas especies de bacterias son quimioheterótrofas que se alimentan de materia orgánica en el agua.
En 2016-2017, se analizó el agua en busca de productos químicos farmacéuticos, con muestras provenientes de May Creek, Keyes Creek y Sugar Creek, y también del río Ahnapee en la intersección con County Trunk H. Las pruebas encontraron cafeína y acetaminofén en el río Ahnapee, y también los medicamentos psiquiátricos fluoxetina y carbamazepina y el antimicrobiano triclocarbán . Tanto la cafeína como la carbamazepina se encontraron en May Creek. Se encontró cafeína en Keyes Creek y carbamazepina en Sugar Creek.

### En Bahía Verde
Se cree que una circulación de agua en sentido contrario a las agujas del reloj a lo largo de la superficie de Green Bay lleva agua más limpia hacia el sur a lo largo de la costa occidental de la bahía, y agua rica en nutrientes desde el río Fox hacia el norte a lo largo de la costa este de la bahía. Se cree que la circulación comienza al sur de la desembocadura del río Oconto en el lado oeste. Cambia de dirección en Pensaukee, al norte de Long Tail Point y continúa hacia el norte hasta Sturgeon Bay. La posición de Long Tail Point marca la división este-oeste entre las dos masas de agua.

### Turbiedad
Parece que la turbidez en Green Bay es más alta que en el pasado, y que al menos parte de ella se debe a impactos humanos. El paso de grandes barcos provoca turbulencias en el agua hasta un punto comparable al dragado. Además, se sabe que las carpas de la bahía arrancan la vegetación que, de otro modo, podría filtrar los sedimentos suspendidos en el agua. Cuando las tormentas agitan el agua en la bahía, los microorganismos se alimentan más rápidamente de los nutrientes. Esto agota temporalmente los niveles de oxígeno.
Un estudio de 1985 que analizó Rowleys Bay, North Bay y Moonlight Bay descubrió que la turbidez influía directamente en la productividad de las plantas acuáticas . En las zonas de mayor turbiedad, la biomasa total fue considerablemente menor. Las carpas eran la principal fuente de turbidez en las aguas cercanas a la costa.

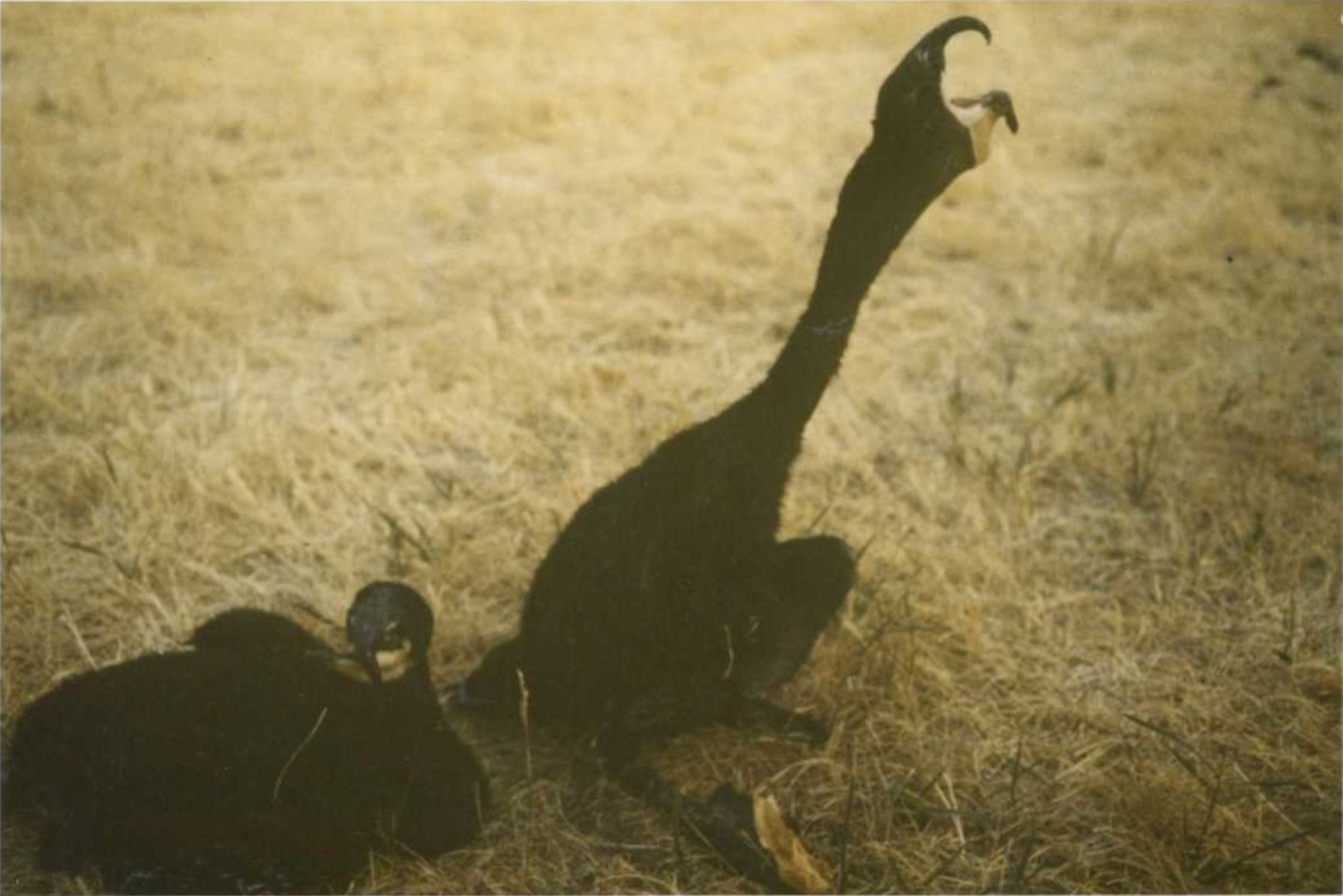
Polluelos de cormoranes con picos deformados en Spider Island, 1988. Algunos pollitos tenían picos que se curvaban uno sobre el otro, y otros tenían picos superiores e inferiores de diferentes tamaños entre sí. Se cree que las deformidades se deben a la bioacumulación de PCB en los cormoranes.

### Bioacumulación
Los PCB de Green Bay se han depositado en el condado como polvo transportado por el viento y fuera de las aguas contaminadas . El estado enumera 6.85 millas del río Ahnapee en el condado de Door como una vía fluvial deteriorada debido a la contaminación por PCB, una designación que se extiende más allá de la línea del condado.
En 1975, se encontraron PCB en los huevos de patos de agua de pecho rojo y pollos de agua comunes en el condado y fueron implicados junto con el DDE y el mercurio como posibles explicaciones del adelgazamiento de la cáscara del huevo .
En 1979, las mujeres en la isla de Washington se sometieron a pruebas de PCB, y se encontraron concentraciones superiores a 5 ppm en algunas de las muestras de su leche materna. Los datos de cinco de las 28 mujeres estudiadas en 1979 se describieron en detalle como parte de otro estudio. Las cinco mujeres tenían concentraciones de PCB en suero sanguíneo que oscilaban entre 15,4 ppb y 22,8 ppb, con una media de 19,54 ppb. Tres de las cinco mujeres comieron un poco más de 8 onzas de pescado por semana, sumando un promedio de 30 libras al año. La mujer con una concentración en suero sanguíneo de 15,4 ppb no consumió pescado. Dos de las cinco mujeres estaban amamantando y las concentraciones de PCB en la grasa de la leche de ambas fueron de 3,7 ppm.
La lucioperca encontrada en el área de Sturgeon Bay y Little Sturgeon tenía un 87 % más de PCB [lower-alpha 1] que la lucioperca del lado occidental de Green Bay en la desembocadura del río Oconto . Esto se ajusta a lo que se sabe sobre la distribución de PCB que se extendió desde las industrias en Fox River Valley.
En 1962, se aplicaron 71,533 libras de DDT en el condado de Door, lo que representó el 17% del total utilizado en el estado en su conjunto. En 1964, en Little Sister Island solo eclosionó el 41% de los huevos de gaviota argéntea . Se encontró que los altos niveles de DDT eran la principal causa de muerte entre los pollitos no nacidos. En 1964, el uso de DDT se redujo drásticamente en comparación con el año anterior, ya que los productores cambiaron a Sevin ( carbaryl ) en su lugar. En 1969, el administrador de pesca del distrito de Green Bay, Lee Kernan, del Departamento de Recursos Naturales de Wisconsin, estimó que si se prohibiera el DDT, "el lago Míchigan tardaría 10 o 15 años en recuperarse" y que "la mayoría de los seres humanos en esta área caminan con 12 ppm en sus cuerpos".

### Salinización
Entre 1996 y 2006, las superficies impermeables en el condado aumentaron en 0.6 millas cuadradas (alrededor de 400 acres). En 2006 se pavimentó un total del 1% de todos los terrenos del condado. Durante el mismo período, se deforestaron 0,8 millas cuadradas (alrededor de 500 acres) y se perdieron 0,6 millas cuadradas para la agricultura. A medida que aumenta el desarrollo, se espera que la calidad del agua empeore y que aumente el riesgo de inundaciones. Durante la temporada de invierno de 2020 a 2021, se aplicaron 3266 toneladas de sal y 178 000 galones de salmuera a las carreteras estatales, del condado y de las ciudades. A la sal para carreteras se le atribuye el fomento del crecimiento de Phragmites australis (caña gigante) y Typha angustifolia (totora de hoja estrecha) tolerantes a la sal en las cunetas de las carreteras. En toda la región de los Grandes Lagos, se ha atribuido el aumento de la salinidad del agua del lago a la sal que se esparce al borde de la carretera a menos de 500 metros del lago.

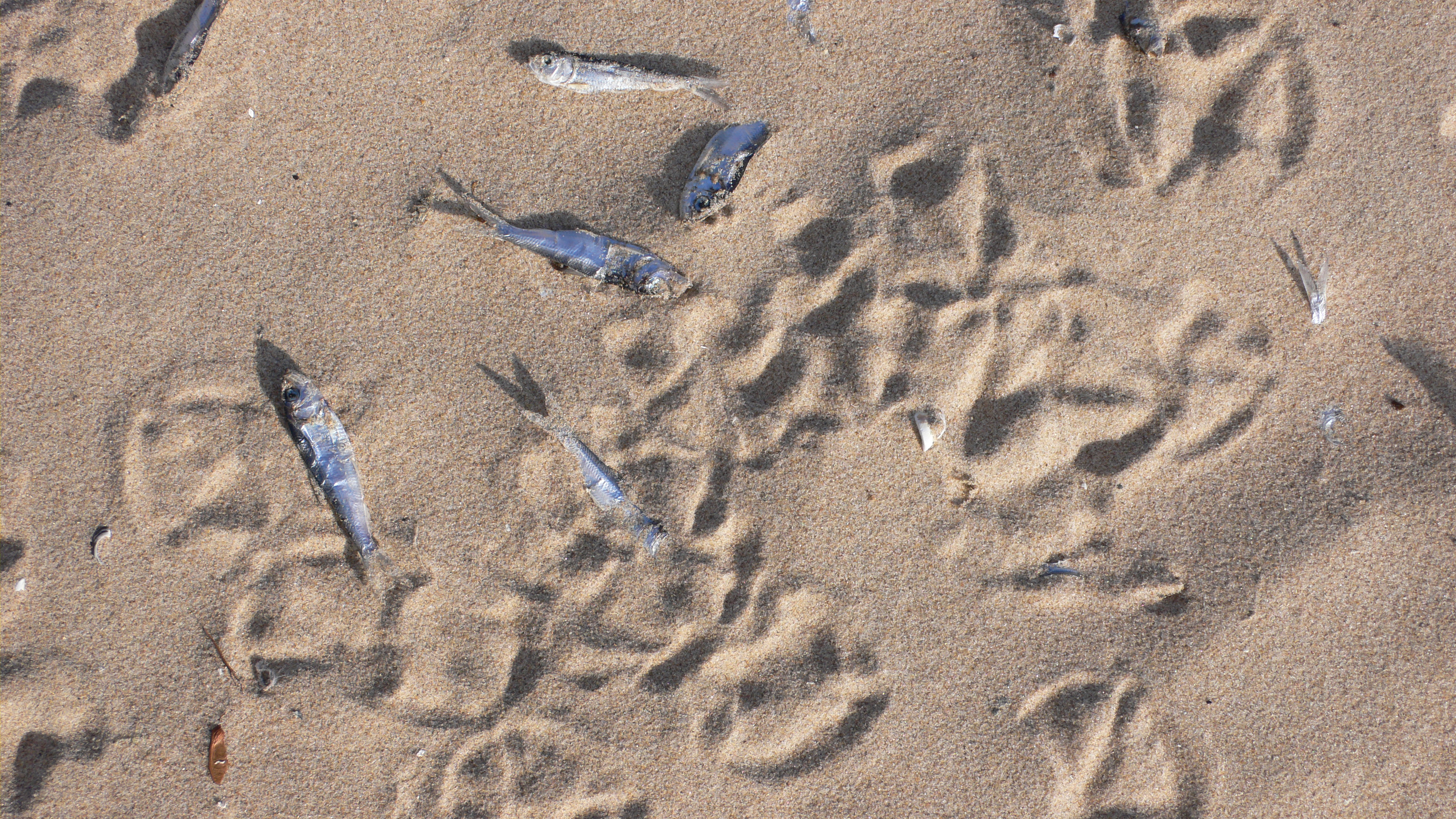
Huellas de aves acuáticas y alewives muertas en Whitefish Dunes State Park en 2006. Un estudio de 2004 de 10 playas del condado contó con mucho la mayor cantidad de pájaros y excrementos de pájaros en Whitefish Dunes, pero todavía tenía la tercera concentración media más pequeña de E. coli.

### Contaminación de la playa
32 playas son monitoreadas rutinariamente para avisos de calidad del agua . Antes del programa estatal de monitoreo de playas, un brote en Nicolet Beach en Peninsula State Park enfermó a 68 o 69 personas en julio de 2002. Un estudio de dos años de playas seleccionadas del condado de Door concluyó que ni la abundancia de excrementos de pájaros ni las poblaciones de pájaros predijeron de manera confiable la contaminación por E. coli, [lower-alpha 2] aunque la lluvia se asoció con niveles elevados de E. coli en seis de cada de ocho playas estudiadas. Después de una lluvia, los recuentos de E. coli pueden aumentar hasta tres veces la cantidad normal y persistir en una concentración más alta hasta por 12 horas. Esto podría deberse al aumento del drenaje de aguas fuviales, incluida la posible escorrentía de desechos agrícolas. Entre 2011 y 2015, un programa de mejría para la playa funcionó para reducir la escorrentía.
Las esteras de algas Cladophora proporcionan hogares para la bacteria Salmonella .

### Contaminación de fuentes no puntuales agrícolas
En 2017, los agricultores gastaron $2 825 000 en productos químicos agrícolas, además de $5 295 000 en fertilizantes, cal y acondicionadores de suelos; como resultado, las prácticas agrícolas son una fuente potencial de contaminación de fuentes difusas .

## Respuestas sociales
Jim Cook, propietario de un negocio de Egg Harbor, predijo en 1984 que la contaminación determinaría la capacidad de carga final del condado de Door, pero la capacidad de carga podría aumentar si los gobiernos locales se volvieran estrictos en el control de nuevos proyectos de desarrollo.
Una encuesta de 2008 de los residentes del condado encontró que el 93 % de los encuestados que no omitieron la pregunta pensaban que solicitar y administrar "Permisos sanitarios para todos los sistemas privados de eliminación de aguas residuales construidos dentro del condado de Door" era de mediana o alta importancia y el 86 % pensaba que la división sanitaria del condado estar "Involucrado con otros problemas de salud ambiental asociados con el Condado" era de mediana o alta importancia.
Un estudio de 2009 de propietarios de Union, Gardener y Nasewaupee junto con propietarios en municipios de otros condados a lo largo del sur de Green Bay encontró que las personas que poseen propiedades frente a la bahía valoran una reducción en la contaminación de fuentes difusas más que aquellos que poseen propiedades tierra adentro. Otro factor que motiva la oposición a la contaminación de fuentes difusas en el condado ha sido el deseo de tener un entorno de vecindario suburbano en lugar de agrícola.